# Euryarthrum albocinctum
Euryarthrum albocinctum is een keversoort uit de familie boktorren (Cerambycidae). De wetenschappelijke naam van de soort is voor het eerst geldig gepubliceerd in 1845 door Blanchard.